# Iuliu Brenduș
Iuliu Brenduș (n. 25 mai 1940) este un deputat român în legislatura 1990-1992, ales în județul Alba pe listele partidului UDMR.